# يوهانس رينكه
يوهانس رينكه (بالألمانية: Johannes Reinke)‏ (و. 1849 – 1931 م) هو عالم نبات، وكاتب، وأستاذ جامعي من ألمانيا . تولى منصب عضو مجلس النواب البروسي اللوردات .
توفي في بريتتس ، عن عمر يناهز 82 عاماً.

## مناصب وهيئات
أدار جامعة كيل.